# Polaridade nas relações internacionais
Nas relações internacionais, polaridade é o conceito que se descreve uma configuração particular da hierarquia ou da distribuição de poder entre diferentes Estados, dentro do sistema internacional, em um dado momento  histórico.
Há basicamente três modalidades de polaridade do Sistema Internacional: unipolaridade, bipolaridade e multipolaridade; respectivamente quando há um único polo principal de poder mundial, dois polos de poder ou vários polos de poder mundial. Um quarto tipo, menos utilizado, refere-se à tripolaridade, quando existem claramente apenas três grandes polos de poder; que se diferenciaria da multipolaridade por nesta última existirem mais de três polos de poder.
A maior parte dos teóricos das áreas de Relações Internacionais, Ciência Política e Estudos Estratégicos considera que a conformação do Sistema Internacional é completamente dependente da distribuição de poder e da influência de Estados em uma região, continente ou a nível internacional.

## Poder, potência e polaridade

Bipolaridade: entre o fim da Segunda Guerra Mundial e o fim da Guerra Fria o Sistema Internacional era dividido em dois grandes polos de poder.

Grande parte dos problemas relacionados à classificação da polaridade do sistema internacional está relacionado aos diferentes critérios utilizados para se classificar uma potência. Alguns autores diferenciam aspectos como a capacidade de atuação ou a capacidade de projeção de poder de uma potência (potência global, continental, potência regional, local) da dimensão ou "tamanho" do poder (superpotência, grande potência, potência média e pequenas potências). O grande problema que aparece neste caso é que, dependendo dos critérios utilizados para se mensurar poder, o número de polos de poder muda. O tipo de poder a ser considerado também muda o resultado da classificação, pois é diferente considerar o poder real ou de uso imediato (geralmente político-militar), do poder potencial, que geralmente inclui economia, finanças, capacidade industrial, demografia e tamanho da população, tamanho do território, recursos naturais, capacidade de engenharia e de desenvolvimento tecnológico, além de aspectos diplomáticos, como o padrão de alianças e inimizades regionais.

### Polos de poder
Uma das dificuldades para se definir um polo de poder diz respeito à definição e análise do tipo de poder. Não existe consenso sobre quais modalidades de poder são as mais importantes para definir uma grande potência ou uma potência regional, embora exista um relativo consenso de que o poder militar, o poder econômico e o poder político, são determinantes para qualquer classificação. Esse tipo de controvérsia envolve claramente definições distintas do que vem a ser poder, como mensurar o poder de um país, quais os elementos de poder (real e imediato ou potencial) mais relevantes e em que hierarquia de importância estes devem ser considerados. Simplesmente não há consenso a respeito desta hierarquização em nenhuma grande corrente teórica das relações internacionais, de estudos da geopolítica ou de estudos estratégicos.
Polos de poder regionais são qualitativamente distintos dos polos de poder globais, não apenas pelas diferenças econômicas e de capacidades  militares ou de projeção de forças, mas também porque as características da competição interestatal no nível global, ou do conjunto do Sistema Internacional, são bastante distintas das exigências da competição nos continentes e regiões. A polaridade no Sistema Internacional depende basicamente do número de polos com capacidade de atuação, projeção de forças e competição em todo o globo, sendo que na atualidade, outros critérios também são relevantes, como a capacidade nuclear de ataque e contra-ataque.

### Poder e capacidades militares
Considerando critérios de poder real, por exemplo, autores estadunidenses chegaram a defender que a supremacia nuclear americana era suficiente para garantir a supremacia militar global e, portanto, a unipolaridade do sistema internacional. Isto foi contestado diretamente por quem defende que os Estados Unidos não possuem supremacia nuclear incontestável (seria apenas superioridade nuclear), e que mesmo que os Estados Unidos obtivessem a supremacia nuclear, isso não seria suficiente para impor e manter a unipolaridade absoluta no sistema mundial.
Este tipo de controvérsia envolve claramente definições distintas do que vem a ser poder, como mensurar o poder de um país, quais os elementos de poder (real e imediato ou potencial) mais relevantes e em que hierarquia de importância este devem ser considerados. Simplesmente não há consenso a respeito desta hierarquização em nenhuma grande corrente teórica das relações internacionais, de estudos da geopolítica ou de estudos estratégicos.

### Capacidade nuclear das grandes potências

Modelo de míssil Balístico intercontinental com capacidade de lançar ogivas nucleares estão entre as capacidades fundamentais para distinguir as grandes potências mundiais das potências regionais.

Uma das definições interessantes é a de John J. Mearsheimer, que considera que o primeiro critério para definir as grandes potências ou superpotências, é verificar se estas possuem capacidade nuclear de segundo ataque (ver MAD), ou seja, a capacidade de sobreviver a um ataque nuclear e retaliar o país agressor com um outro ataque nuclear. Somente Estados Unidos, Rússia e China teriam esta capacidade, portanto seriam as únicas três "grandes potências mundiais". Hierarquicamente abaixo deste critério principal, um segundo conjunto de critérios levantados por Mearsheimer envolveria o tamanho do Exército, como principal capacidade dissuasória de um país após a capacidade nuclear. Neste sentido, o poder terrestre seria o mais importante, enquanto o poder aéreo ou marítimo, teriam um caráter complementar ao poder terrestre, tanto no sentido defensivo como ofensivo.
Uma outra categoria de análise, mais complexa e difícil de ser mensurada, envolve a capacidade política e econômica de um Estado sustentar a política de "grande potência". As capacidades necessárias para que um país mantenha uma estratégia de "grande potência", portanto, seriam, segundo os critérios anteriores, principalmente a capacidade de uma potência de conseguir manter seu arsenal nuclear em pronto uso (incluindo os meios de lançamento como bombardeiros estratégicos, mísseis balísticos intercontinentais e submarinos nucleares lançadores de mísseis balísticos) e também, a capacidade de manter e sustentar por um longo período de tempo, um grande Exército. Estas capacidades precisariam ser mantidas mesmo diante das pressões da competição internacional. Pode-se considerar, por exemplo, que na segunda metade da Guerra Fria, a URSS não conseguiu manter sua política de grande potência e sucumbiu frente às pressões estratégicas impostas pelo seu maior competidor, os Estados Unidos e seus aliados.
A continuidade, ao longo do tempo, e o sucesso de uma "Política de Grande Potência", permitiria acumular capacidades ao longo do tempo, a ponto de uma potência conseguir se tornar o único grande polo de poder mundial, que ao menos teoricamente, seria o objetivo de todas as grandes potências.
Mesmo uma categorização simultaneamente clara e complexa como esta é questionável, pois novas categorias de armas estratégicas, ou armas de uso estratégico (como canhões a laser e armas de energia direta, aeronaves aeroespaciais hipersônicas, bombas termobáricas, armas de pulso eletromagnético), tenderiam a substituir com vantagens as atuais armas nucleares e a tríade estratégica de lançadores nucleares, formada pelos bombardeios estratégicos, mísseis balísticos intercontinentais e submarinos nucleares lançadores de mísseis balísticos.

## Polaridade e estabilidade
É comum a confusão de conceitos como unipolaridade, supremacia ou hegemonia, embora sejam três conceitos distintos. A maior parte dos pensadores das relações internacionais que seguem a chamada escola realista geralmente utilizam o termo hegemonia como sinônomo de supremacia militar. Uma pequena parte dos autores realistas, a grande maioria dos teóricos construtivistas, liberal-institucionalistas e marxistas, consideram supremacia como sendo diferente de hegemonia. Para este grupo de autores, geralmente, hegemonia vai além da força e inclui, em algum grau, liderança, ou seja, a capacidade de influência político-diplomática e/ou econômica e/ou ideológica e cultural. Já a supremacia estaria associada diretamente à existência de uma superioridade militar incontestável. Neste sentido os Estados Unidos, no mundo de hoje, teriam hegemonia global, mas supremacia militar apenas na América do Norte.
Kenneth Waltz, criador da corrente teórica do realismo estrutural, considera que a bipolaridade é o sistema mais estável e a multipolaridade o mais instável, ou propenso a um guerra central, como as Guerras Mundiais. Para este autor, a bipolaridade seria caracterizada pela divisão do mundo ou de um continente em duas grandes áreas de influência de duas potências com superioridade militar (supremacia) regional, como na época da Guerra Fria.
John J. Mearsheimer, por sua vez, considera que é muito difícil uma supremacia global, mas que os Estados Unidos ficariam satisfeitos em continuar sendo a única potência mundial com hegemonia (no sentido de supremacia) regional, na América do Norte. Assim, a estratégia americana para impedir o surgimento de hegemonias regionais e continuar sendo a única potência com hegemonia–supremacia regional estaria correta, pois garantiria a liderança global. Assim, a unipolaridade seria o sistema menos propenso a guerras centrais.
Ao mesmo tempo, autores brasileiros consideram que a multipolaridade equilibrada é o padrão de distribuição de poder mais estável e, portanto, menos propenso às guerras centrais. O problema, portanto, estaria no desequilíbrio entre as capacidades das potências, como principal causador de conflitos centrais, e, não necessariamente, no número de polos de poder.

## Modalidades
As principais formas de polaridade existentes nas relações internacionais são:

### Unipolaridade ou sistema unipolar
Característica de uma correlação de forças existente em um Conjunto de Estados em determinada região, continente ou no sistema internacional, em que existe uma única potência polarizando aquele sistema. Mais comum em complexos regionais, é muito clara em casos como a América do Norte, em que só existe um único polo de poder, os Estados Unidos. Seria o caso, ainda, da África Ocidental, onde a Nigéria é o único polo de poder regional.
No período pós-Guerra Fria, dos anos 1990 até ao menos até a primeira metade dos anos 2000, teria existido uma clara unipolaridade no Sistema Internacional, já que os Estados Unidos tornaram-se a única superpotência e não havia sinais claros de que outros polos de poder regionais teriam alguma capacidade de se contrapor aos EUA.

### Bipolaridade ou sistema bipolar

Bipolaridade: entre o fim da Segunda Guerra Mundial e o fim da Guerra Fria o sistema internacional era dividido em dois grandes polos de poder.

Sistema de estados em que há claramente apenas dois grandes polos de poder. O caso mais conhecido é o do período da Guerra Fria, em que Estados Unidos e União Soviética polarizaram todo o sistema internacional, embora sempre tenham existido outras potências regionais com influência regional. Seria, ainda, o casos da América do Sul durante a primeira metade do século XX, quando Brasil e Argentina eram os principais polos de poder regional, com capacidade para polarizar todo o continente. Também pode ser caracterizado como um sistema bipolar aquele que predominava na África Austral durante o fim dos anos 1970 e os anos 1980, quando África do Sul e Angola lideravam grupos opostos em confronto direto.
Ao longo da História pode-se observar outros casos de bipolaridade, como a que existiu na região do Mar Mediterrâneo, entre os séculos III e II a.C., quando Roma e Cartago eram os dois principais polos de poder da região.
A bipolaridade seria típica de regiões em que existem conflitos capazes de polarizar o sistema de estados.

### Tripolaridade ou sistema tripolar

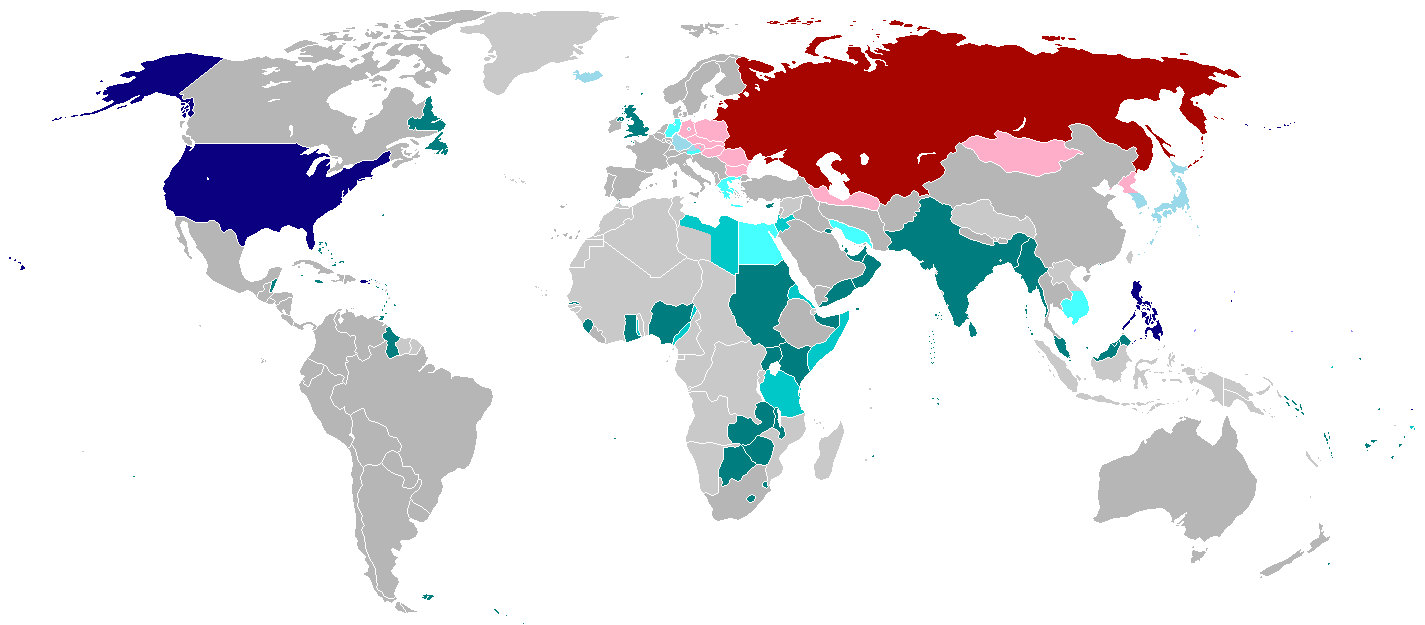
Mapa do mundo em 1945. De acordo com William T.R. Fox, os Estados Unidos (azul), a União Soviética (vermelho) e o Império Britânico (verde-azulado) eram as superpotências da época.

Caso relativamente raro de equilíbrio de poder entre três potências ou polos principais de poder. Alguns consideram que a Europa no período do imediato pós-II Guerra Mundial estava configurada como um Sistema Tripolar, em que Estados Unidos, Inglaterra e União Soviética eram os três grandes polos de poder presentes no continente, embora esta situação tenha durado pouco, pois já em 1947 e 1948 a Europa ficaria claramente dividida em dois grandes polos de poder.
Quando consideradas regiões segmentadas é possível encontrar correlações de força mais tipicamente tripolares, como na porção leste da Ásia ou Ásia Oriental, em que China, Rússia e Japão são os três principais polos de poder regional. A Europa Centro-Ocidental, ou seja, desconsiderando a Rússia, também poderia ser classificado como um sistema tripolar, em que Inglaterra, França e Alemanha são os três grandes polos de poder na região. Quando se considera o conjunto do sistema internacional na atualidade, pode-se considerar a existência de três grandes potências globais, com capacidades militares de atuação global e capacidade nuclear significativa, os Estados Unidos, a Rússia e a China.

### Multipolaridade ou sistema multipolar
O equilíbrio de poder multipolar é o mais comum ao longo da história e em sistemas interestatais regionais. A Europa entre os séculos XVI e XVII ou durante a maior parte dos séculos XVIII e XIX, foi caracterizada por um sistema multipolar. A Europa deixou de ser multipolar por períodos relativamente curtos, quando havia guerras continentais que levavam à configuração de duas grandes alianças militares polarizadas por polos antagônicos, como nas Guerras Napoleônicas, ou na I e II Guerras Mundiais, situação que poderia ser classificada como de bipolaridade temporária, embora nem sempre fique claro se isto alterou realmente a polaridade do sistema regional.
No período da pós-Guerra Fria a Europa volta a ser um sistema claramente multipolar, tendo na Europa Ocidental três grandes polos de poder: Reino Unido, França e Alemanha, além da Rússia, na Europa Oriental. Atualmente predominam sistemas multipolares no continente africano, na Ásia e no Oriente Médio.

### Apolaridade ou sistema apolar
Apolaridade seria o caso em que não é possível identificar um polo de poder relevante ou principal. Casos deste tipo de polaridade foram comuns em regiões não organizadas na forma de Estados, ao longo da história da humanidade, ou, em períodos mais recentes, em regiões pequenas onde não havia polos de poder local. Regiões que poderiam ser caracterizadas como apolares, na atualidade, restringem-se à regiões como a África Central, na faixa que vai da República Centro-Africana e República Democrática do Congo (ex-Zaire) até o Uganda, Quênia, Tanzânia, incluindo Ruanda e Burundi. Neste caso, isto ocorre porque o principal polo de poder regional, o antigo Zaire, implodiu em uma longa guerra civil, com intervenção de inúmeros outros atores regionais, que acabou por desmantelar as capacidades político-institucionais e de projeção de forças militares do país.
Uma situação de apolaridade completa, na atualidade, só existe na Antártica.